# باشگاه فوتبال سان سالوادور
باشگاه فوتبال سان سالوادور یک باشگاه فوتبال حرفه‌ای واقع در سان سالوادور، السالوادور بود که از سال ۲۰۰۲ تا ۲۰۰۸ در لیگ برتر السالوادور شرکت کرد.